# 克里斯蒂安娜·胡特
克里斯蒂安娜·胡特（德語：Christiane Huth，1980年9月12日—），德国前女子赛艇运动员。她曾代表德国参加2008年夏季奥林匹克运动会赛艇比赛，获得女子双人双桨银牌。